# Nethea
Nethea is een geslacht van sponsdieren uit de klasse van de Demospongiae (gewone sponzen). 

## Soorten
- Nethea amygdaloides (Carter, 1876), dezelfde soort als Poecillastra amygdaloides
- Nethea nana (Carter, 1880), dezelfde soort als Poecillastra nana